# 尚圖夫
35°18′13″N 1°01′46″W / 35.30361°N 1.02944°W

尚圖夫（阿拉伯语：‎），是阿爾及利亞的城鎮，位於該國西北部艾因泰穆尚特省，由哈馬姆布哈傑爾區負責管轄，面積58平方公里，2010年人口2,940，人口密度每平方公里51人。